# Церква Святого Івана Хрестителя (Чайковичі)
Церква Святого Івана Хрестителя — чинна дерев'яна церква, пам'ятка архітектури місцевого значення (охоронний № 1491-М), у селі Чайковичі Самбірського району на Львівщині. Парафія належить до Самбірського благочиння Дрогобицько-Самбірської єпархії Української православної церкви (ПЦУ).

## Історія
Перша згадка про церкву у селі датується 1468 роком. Відомо, що потім у селі було збудовано церкву в другій половині XVII ст. У 1842 році на місці попередньої було збудовано нині існуючу дерев'яну церкву Різдва Івана Хрестителя, яка була освячена 1850 році.
У другій половині XIX ст. церкву підмурували та обновили. При радянській владі церкву хотіли закрити, були спроби спалити її. У 1946 році парафія перейшла на російське православ'я, таким чином церква залишилась чинною та діяла упродовж усього періоду радянської окупації.
До 1946 року церква була матірною для парафії Різдва Івана Хрестителя. До складу парафії входила дочірня церква Святого Миколая — деканат Рудецький (до I світової війни — деканат Комарнянський), єпархія — Перемишльсько-Самбірсько-Сяницька УГКЦ.
У радянський період, з 1946 року парафія належала до Дрогобицького благочиння, Дрогобицько-Самбірської єпархії РПЦ, з 1959 до 1990 року — до Львівської єпархії РПЦ.
Парохи церкви
- о. Роман Ганчук, пам'ять якого увічнено в назві однієї з сільських вулиць
- 1986 — 1996 — Юрій Кукурудзяк
- 1996 — 1998 — Андрій Федьків
- 1998 — 2013 — Микола Синяк
- 2013 — донині — протоієрей Василь Попович

## Архітектура
Церква дерев'яна, у плані хрещата. До вівтаря прибудовані ризниці, до бабинця — великий присінок. Традиційне для церков такого типу піддашшя відсутнє. У стінах церкви є невеликі вікна стрільчастої форми. Середхрестя нави завершує високий восьмерик з шоломоподібною банею, ліхтарем та маківкою.
У 1990-их роках верх витягнули вгору, а ліхтар зробили більших розмірів. Раніше восьмерик нави був покритий бляхою, тепер його покрили пластиковою вагонкою.
На захід від церкви, навпроти її головного входу, стоїть дерев'яна чотириярусна дзвіниця, накрита шатровим дахом. Прицерковна ділянка малої площі, затиснута між сільськими вулицями та оточена деревами.